# Oligonucleotide
Gli oligonucleotidi sono brevi (oligo) sequenze di nucleotidi (RNA o DNA), tipicamente con 20 o meno paia di basi. La loro produzione viene solitamente affidata a sintetizzatori automatici, che possono produrne in modo efficiente fino ad una lunghezza di 160/200 basi. I nucleotidi costituenti questi brevi frammenti di acidi nucleici possono essere normali o modificati con gruppi tiolici, aminici o con gruppi fluorescenti, a seconda dell'uso che se ne fa.
Il loro impiego in ricerca è primariamente quello di sonde per l'individuazione di DNA o RNA complementari, dal momento che sono in grado di legare con alta efficienza acidi nucleici ad essi complementari. Alcune procedure che si servono di oligonucleotidi sono la PCR e la sua evoluzione PCR real time (nei quali si utilizzano oligonucleotidi come primers per innescare la reazione di polimerizzazione), i Southern blot e l'ibridazione fluorescente in situ (FISH).
Nella terminologia comunemente usata nella comunità scientifica, ci si riferisce agli oligonucleotidi indicandoli brevemente come oligo.

## Oligodesossiribonucleotidi
Gli oligodesossiribonucleotidi (ODN) sono oligonucleotidi sviluppati per applicazioni cliniche in numerose malattie. Trattandosi di molecole altamente specifiche (perché costruite per appaiare specifiche sequenze bersaglio), presentano un notevole interesse per le industrie farmaceutiche e biotecnologiche, interessate all'individuazione di farmaci specifici, efficienti e con pochi effetti collaterali, come gli ODN promettono di essere. Gli ODN risultano essere, infatti, dei farmaci molto potenti. Sfortunatamente il loro impiego è fortemente limitato dalla loro ridotta stabilità chimico-fisica, ma soprattutto dalla loro modesta capacità di permeare le membrane cellulari per raggiungere gli acidi nucleici bersaglio. Per ovviare a questo problema sono state apportate diverse modifiche alla struttura chimica nativa di queste molecole, con risultati contrastanti.

### Oligonucleotidi antisenso
Gli oligonucleotidi antisenso, detti anche ASO (dall'inglese, AntiSense Oligonucleotides) sono brevi molecole a singolo filamento di DNA (e in alcuni casi di RNA) complementari ad una determinata sequenza. La sequenza a cui si legano è solitamente una molecola di mRNA che, legata da un ASO specifico, non è più in grado di essere tradotta. I meccanismi attraverso cui può avvenire il blocco della traduzione sono essenzialmente due:
- l'attivazione di RNAsi, come le RNAsi H o L, che degradano l'mRNA prima della sua traduzione sul ribosoma;
- il blocco meccanico del ribosoma, attraverso la formazione di un doppio filamento sull'mRNA in via di traduzione.

Gli ASO presentano numerose applicazioni cliniche: il primo farmaco ASO ad entrare in commercio (1996), è stato il VitraveneTM, un antivirale approvato dall'FDA e dall'EMEA esclusivamente per il trattamento di retiniti da citomegalovirus in soggetti immunocompromessi refrattari alla terapia classica.

### siRNA e RNA interference
Gli siRNA (dall'inglese short interfering RNA, RNA interferente breve) sono brevi molecole di RNA a doppio filamento in grado di avviare il meccanismo cellulare della RNA interference. Sono infatti in grado di reclutare il RISC (RNA interference silencing complex), attraverso il quale selezionano specifici mRNA da avviare alla degradazione.

### Altri ODN
Esistono altri tipi di ODN:
- Anti-gene: hanno come target specifici geni, presso i quali formano triple eliche in corrispondenza di tratti omopirimidinici, bloccandone la replicazione.
- DNA decoy e RNA decoy: si tratta di frammenti oligonucleotidici in grado di legare e bloccare, rispettivamente, fattori di trascrizione e di traduzione.
- Ribozimi: hanno come bersaglio l'RNA. Sono sequenze di RNA in grado di ripiegarsi ed avere attività catalitica, come quella di degradare un mRNA complementare.
- Aptameri: sono ODN aventi come bersaglio proteine, che legano e inattivano con elevata selettività.

## DNA microarray
I DNA microarray sono costruiti utilizzando oligonucleotidi sintetici fissati (ad alta densità) ad un sostegno (come nylon o vetro). Attualmente i microarray vengono utilizzati ad esempio per studi di polimorfismo ed espressione genica.